# Bulung
Bulung (nepalski: बुलुङ) – gaun wikas samiti w środkowej części Nepalu w strefie Dźanakpur w dystrykcie Dholkha. Według nepalskiego spisu powszechnego z 2001 roku liczył on 503 gospodarstw domowych i 2242 mieszkańców (1164 kobiet i 1078 mężczyzn).